# 白天

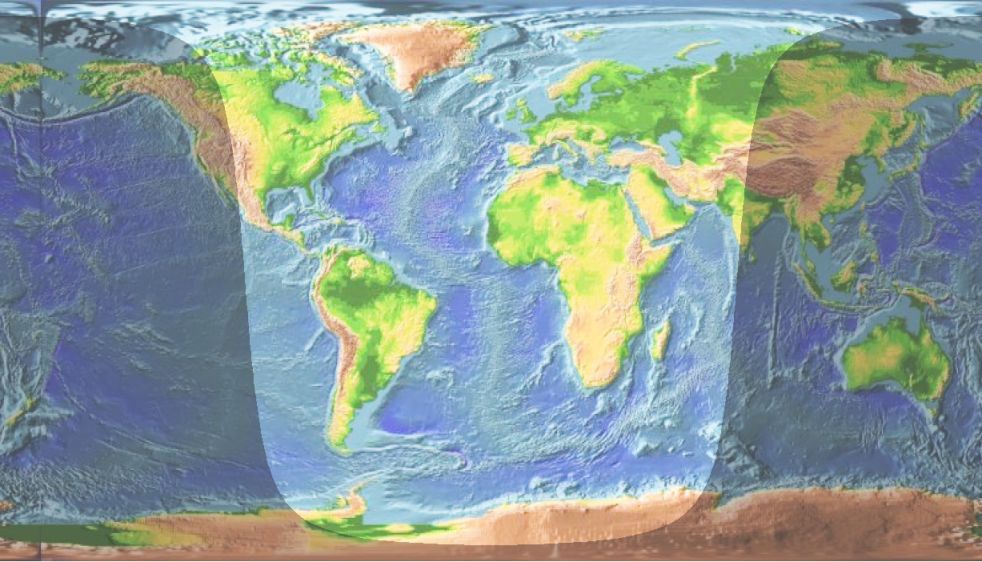
地球上4月2日13:00（UT）的白天

白晝、白天、日間，是地球表面受到日光直接或間接照射之時，即日出至日落之間。
相對之下，其它的行星，在旋轉之下也會因為被恆星照亮，也會經歷白晝的狀態。但是此處主要論述地球上的白晝。

## 特性
地球表面在任何時間，大約有一半是被太陽照亮的白晝區域。被直接照亮的地區差不多是半個地球，但由於大氣的折射和其他效應，擴大了被照亮的地區，地球被直接或間接照亮的總面積約略超過一半的表面。
由於行星繞著軸自轉，地球經歷白天的半球無時無刻不在改變。地球的自轉軸並不是完全垂直於公轉太陽的軌道平面（這是與陽光平行的方向），所以在地球上的每個點的白天時間長短與變化都是不同的。此外，由於旋轉軸的方向相對於恆星是固定的，相對的他就會對繞著太陽產生變化。這使得地球上每一點的白天長度產生季節性的變化。
從一個觀測者的角度來看，白天的期間大概會被定義為從日出，當地球的向東自轉使得視太陽盤面的邊緣出現在地平線上，到日落，當地球自轉導致視太陽的盤面完全消在西方地平線下。由於從地球看見的太陽是一個盤面，而不是點光源，所以日出和日落的瞬間狀態是很難確切定義，並且在現象上是有所不同的。此外，地球的大氣層進一步的擴散來自太陽的光，延長了日出至日落的時間。日落之後和日出之前的一段時間，間接的光照亮了地球上的天空；這一時段通常稱為曙暮光。由於這些間接的光罩影響，有些團體，例如的天文學家，並不認為太陽的盤面消失在地平線下白天就結束了。

## 晝夜長短隨季節和緯度變化

白天的長度是緯度和年度中日期的函數，這個例子是40° N（靠近紐約、馬德里和北京的緯度）。

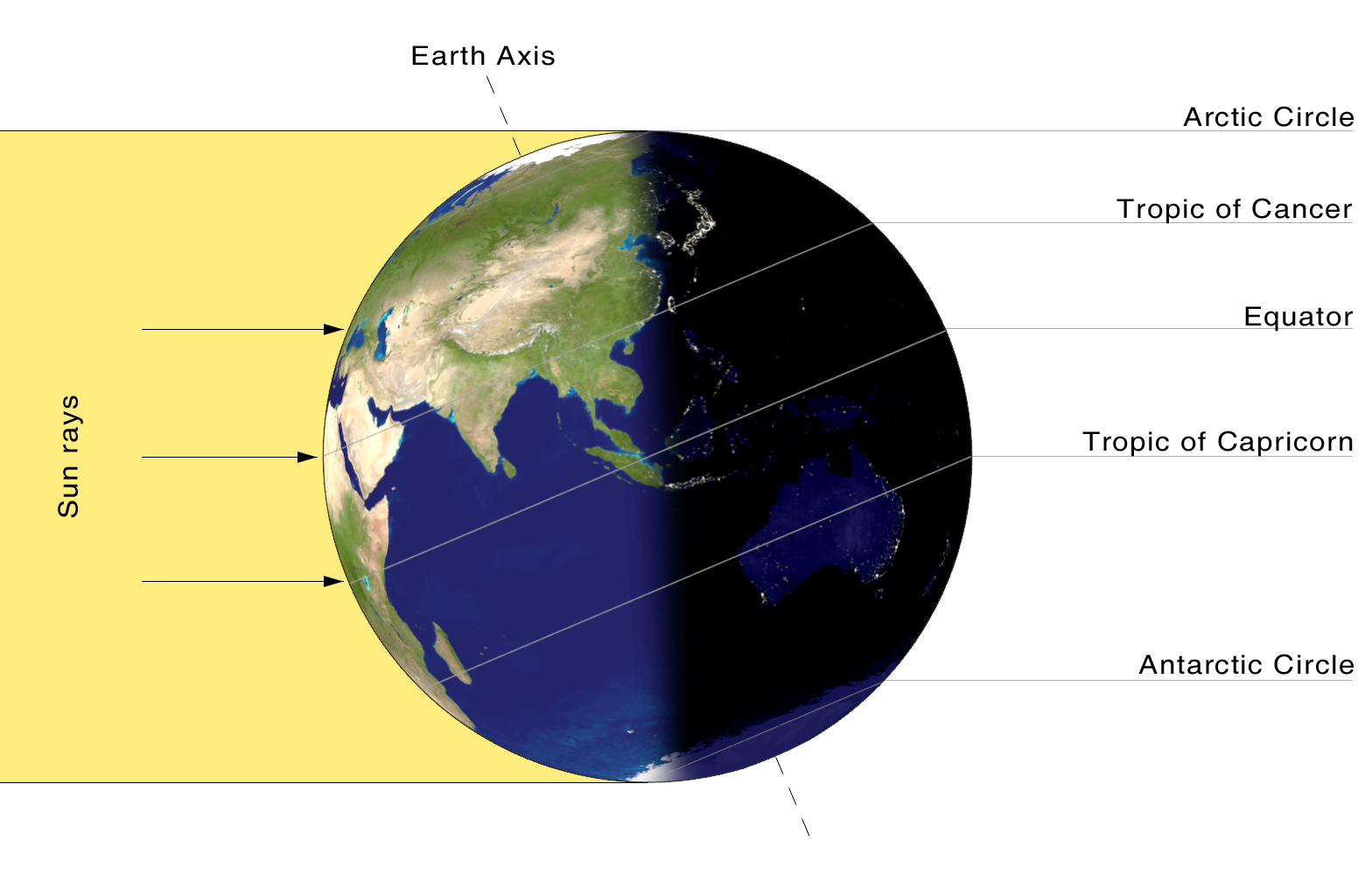
地球北半球夏至的白天。

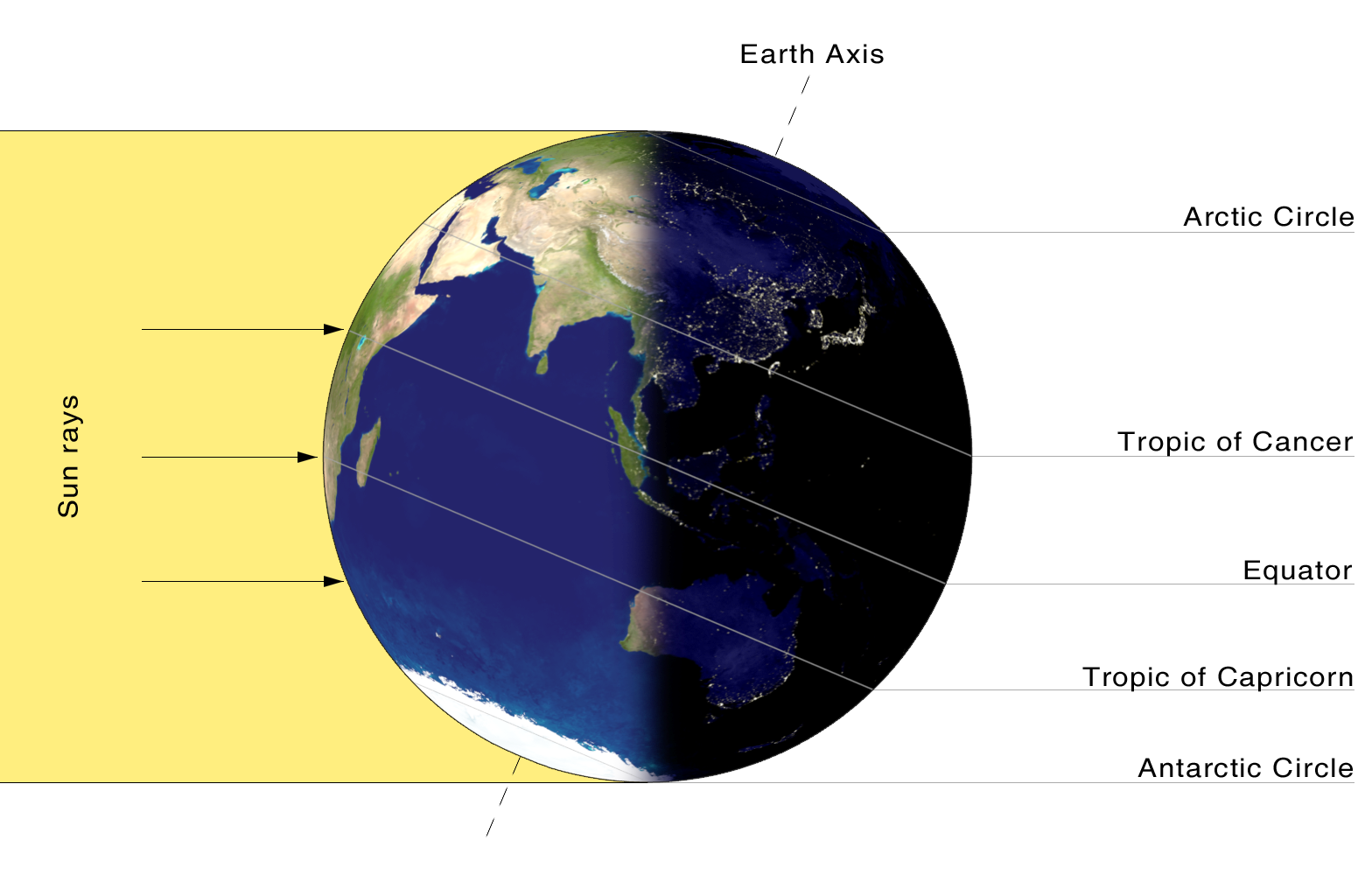
地球南半球夏至的白天。

考慮到地球的自轉軸對它的軌道平面傾斜約23.5度（偏離鉛錘線），白天的時間長短在這顆行星隨季節而變，具體取決於觀測者所在的緯度，而夏天的區域是朝向太陽傾斜的。它們的傾斜朝向太陽，導致半數以上處於夏季的地區，接收到較多的陽光，有著較高的溫度和時日光節約時間。在夏天，白天時間的增加有助於溫度的提升，但溫度的增加並不是完全因為白天時間增加的因果關係。是甚麼原因導致太陽的角度越高（接近90度），熱帶越溫暖，而兩極（幾乎在地平線）的溫度較低。白天的時數對氣溫的影響不大，在極區，儘管在夏季有持續24小時的白天，但他們的夏季還不如赤道溫暖，而赤道的每一天都只有12小時的白天。
雖然，赤道在任何的季節每天的長短始終是12小時的白天，但在其他的緯度上，白天的長短會隨著季節每日變化著。在冬季，白天的長度短於12小時；在夏季，一天的長度則超過12小時。當赤道以北的半球是冬季時，赤道以南的半球則是夏季；反之亦然。

### 赤道
在赤道，無論在甚麼季節，白天的長度始終是接近12小時，太陽總是垂直的從地平線起落。從春分到秋分，它升起的位置略為從東偏向北方，落下的位置則從西略為偏向北方，在天球上的軌跡完全在北半球的天空。從秋分到春分，它升起的位置略為從東偏向南方，落下的位置則從西略為偏向南方，太陽的軌跡則完全在南半球的天空。在春分和秋分這二天，正午的太陽就在天頂（頭頂的正上方）。
事實是正午的太陽總是在天頂附近（偏南或偏北永遠不會超過23.5度），這也解釋了為什麼赤道地區是整個行星上最熱的區域。次外，日出和日落的過程在赤道上總是進行的很快，因為畫過天空的路徑是近乎垂直於地平線，在春分與秋分，日出和日落的過程只經歷約2分鐘的時間。

### 熱帶
熱帶地區是地球表面上北緯23.5°和南緯 23.5° 之間的一個區域，在這地區內太陽每年至少有一天直射該地點。北緯23.5°這一條線稱為北回歸線，因為在制定這條線的年代，太陽的位置在黃道的巨蟹座，所以英文的名稱是Tropic of Cancer|Tropic of Cancer；同樣的原因，在南半球對應的南回歸線英文名稱是Tropic of Capricorn。但是，即使在現代，太陽在北回歸線時位於雙子座，在南回歸線時位於人馬座，它們依然會如同當年的被命名。因為，對應的是相對於春分點的黃經位置，而不是實際的星座。太陽進入和離開對應的黃道經度，每72年約會遞移一度，相關的資訊請參閱歲差。
在回歸線上，太陽每年只會在對應的至點時刻垂直照射一次。在熱帶的其他地區，太陽每年會垂直照射該地點兩次，垂直照射赤道線的日期則是春分和秋分。除了熱帶地區之外，太陽永遠不會垂直照射其他的地點。

### 極區
靠近極區，接近與地球自轉軸與地球表面吻合的點，季節變化使得白天的長度有很巨大的變化。事實上，在距離極點少於23.5°的區域內，一年中總會有幾天的太陽永遠不會落入地平線下，也有幾天的太陽永遠不會升起到地平線之上。離極點越遠，這個日數會越少，但總是在夏至前後有幾天的太陽不會落至地平線下（例如，在北極點總是在春分之前幾天，並且延伸至秋分後幾天，並且沒有所謂的曙暮光）。這種有更多的白天和夜晚並不是極點唯一的。事實上，在任何給定的日期，地球上白天的地區總是略多於夜晚的地區。夏天，太陽超過24小時的白天，稱為午夜的太陽，在某些北極區和南極區的國家與地區是非常有名的景象。在北方，北極圈標誌著距離北極23.5°的邊界，在南方，南極圈標示著這個區域的分界線；這些界線分別對應於北緯或南緯66.5°。由於太陽是一個盤面，並且非常明亮，通常要超越緯度72°以上，才會有真正完全黑暗的一整天，而在這期間的太陽似乎永遠不會上升。
在極區，使使在夏天，升起的太陽也永遠不會距離地平線太遠。這也是這些地區在任何季節，一貫都是世界上最冷地點的原因之一（其它包括 反照率的影響，冰和雪相對地增加了對太陽輻射的反射）。即使在夏至日，當太陽在正午達到最高點的位置時，極點的太陽距離地平線的高度也只有23.5°。此外，當一個人越來越接近極點，太陽穿過天空的路徑就越來越傾斜。在北半球接近夏天時，太陽升起和落下的位置越來越靠近北方；在南半球的夏天，則是越來越靠近南方。在極點，太陽的路徑則是一個圓，即在一天當中，太陽與地平線的垂直距離大致上是相同的。隨著冬季的來臨，這個圓環逐漸接近地平線；而隨著夏天的臨近，圓環會逐漸上升。在極點，視太陽的日出和日落可能會持續好幾天。

### 中緯度
在中緯度，遠離赤道和兩極的地區，白天的長度變化是適中的。位於中高緯度的地區，像是蒙特婁、巴黎、和烏斯懷亞，從夏天到冬天的白天常度變化可以非常的引人注目：在夏天，白天可以延續到晚上10點，天空依然是亮的；但是在冬天，下午5點天就黑了。位於低中緯度，像是南加州、埃及、和南非，白天的長度變化就比較小，但在夏至和冬至的日子裡，白天的長度依然有4小時的差異。越接近赤道，這個差異就越小。
此外，在中緯度的季節性氣候變化也較明顯，隨著白天長度的變化，冬天和夏天，冷與熱的差異是很顯著的；其他隨附的季節性變化還有冬天的冰與雪。在高緯度，寒冷的時間較長，有終年不會融化的冰與雪，季節也不太明顯；在熱帶，大多數情況下都是熱的天氣，沒有冰也沒有雪，季節性的變化也不那麼明顯。

### 正午的變化
正午的太陽，是一天當太陽位於天空中位置最高的時刻，其发生时刻也會隨著季節變化。這種變化稱為均時差，在一年中的變化幅度大約是30分鐘左右。其中，冬至、夏至前后，太阳时角逐渐推迟于钟表时刻；秋分、春分前后，太阳时角逐渐超前于钟表时刻。